# Alstroemeria mollensis
Alstroemeria mollensis là một loài thực vật có hoa trong họ Alstroemeriaceae. Loài này được Muñoz-Schick & Brinck mô tả khoa học đầu tiên năm 2003.